# Неподчинение
Вижте пояснителната страница за други значения на Неподчинение.
Неподчинението е умишлено действие в противоречие с установена правна норма или с нечие нареждане, обикновено на представител на държавата или висшестоящ в служебна йерархия. В строго йерархични организации като въоръжените сили неподчинението подлежи на различни наказания. В общото наказателно право неподчинението на държавни органи може да бъде утежняващо обстоятелство при някои престъпления.